# Усть-Оленёк
Усть-Оленёк — село в Булунском улусе Якутии, Россия. Входит в сельское поселение Тюметинский эвенкийский национальный наслег.

## География и климат
Усть-Оленёк — самый северный населённый пункт Якутии, расположено на склоне горы на правом берегу реки Оленёк.
Ближайший населённый пункт — Ыстаннах-Хочо (58 км), второй по дальности — Таймылыр (примерно в 80 км).
| Показатель              | Янв.  | Фев. | Март  | Апр.  | Май  | Июнь | Июль | Авг. | Сен. | Окт. | Нояб. | Дек.  | Год   |
| ----------------------- | ----- | ---- | ----- | ----- | ---- | ---- | ---- | ---- | ---- | ---- | ----- | ----- | ----- |
| Средняя температура, °C | −31,3 | −31  | −26,7 | −17,4 | −6,7 | 3,5  | 8,2  | 6,5  | 1,2  | −9,9 | −22,1 | −28,8 | −12,9 |
| Источник:               |       |      |       |       |      |      |      |      |      |      |       |       |       |

## История
Первое поселение близ современного посёлка — Оленёкское зимовье — возникло в 1633 году и служило административным центром этой части Арктики. Здесь в 1667—1670-х гг. проходила служба Семёна Дежнёва. В разное время через зимовье проходили маршруты экспедиций полярных мореплавателей.
Посёлок на нынешнем месте возник ориентировочно в 1896 году.
Согласно Закону Республики Саха (Якутия) от 30 ноября 2004 года N 173-З N 353-III село вошло в образованное муниципальное образование Тюметинский эвенкийский национальный   наслег.

## Население
| 2002 | 2010 | 2021 |
| ---- | ---- | ---- |
| 52   | ↘27  | ↘11  |

## Инфраструктура
Объекты социальной инфраструктуры отсутствуют. Население занимается рыбной ловлей и охотой. Денежный оборот сведён к минимуму, в основном товарообмен с соседним посёлком.
Действует метеорологическая станция.

## Достопримечательности
Вблизи села находится могила Василия Васильевича Прончищева и его супруги Татьяны Фёдоровны (умерли в 1736 году) — участников Великой Северной экспедиции.